# Phillip Gibbons
Phillip Baldwin Gibbons est un informaticien américain, professeur à l'université Carnegie-Mellon.

## Biographie
Gibbons a fait des études mathématiques au Dartmouth College de 1979 à 1983 et a obtenu son doctorat en informatique à l'université de Californie à Berkeley sous la direction de Richard M. Karp en 1989 avec une thèse intitulée « The Asynchronous PRAM: A Semi-Synchronous Model for Shared Memory MIMD Machines ». De 1990 à 1996, il est chercheur aux AT&T Bell Laboratories, puis chez leur successeur Lucent Bell Laboratories, et de 2001 à 2011 chez Intel Research à Pittsburgh. De 2011 à 2015, il est codirecteur du Intel Science and Technology Center for Cloud Computing, une coentreprise entre Intel, l'université Carnegie Mellon, Georgia Tech, l'université de Washington et les universités de Berkeley et Princeton. À partir de 2015, il est professeur à l'université Carnegie-Mellon, où il était professeur associé adjoint à partir de 2000 et professeur adjoint à partir de 2003.

## Recherche
Il travaille sur le cloud computing, le calcul parallèle (Parlay, Hi-Spade, architectures log-based (LBA) sur des systèmes de processeurs multicœurs), du big data (par exemple Aqua, Approximate Query Answering), des bases de données, des réseaux de capteurs (IrisNet), Claytronics systèmes distribués (par exemple Attaque Sybil pour limiter l'influence d'utilisateurs nuisibles) et sur l'architecture des ordinateurs. Les projets de recherche récents comprennent des algorithmes pour les systèmes de stockage à écriture intensive (stockage asymétrique), l'apprentissage automatique à grande échelle et le cloud computing pour l'analyse vidéo.

## Prix et distinctions
En 2006, il est nommé fellow de l'Association for Computing Machinery et en 2014 fellow de l'IEEE. En 2019, il est l'un des lauréats, avec Noga Alon et Yossi Matias et Mario Szegedy du prix Paris Kanellakis, pour leurs travaux sur les algorithmes de fouille de flots de données (streaming).

## Publications (sélection)
- avec K. Gharachorloo, J. Hennessy et al, « Memory consistency and event ordering in scalable shared-memory multiprocessors », ACM SIGARCH Computer Architecture News, vol. 18,‎ 1990, p. 15–26
- avec Y. Matias, « New sampling-based summary statistics for improving approximate query answers », Proceedings of the 1998 ACM SIGMOD international conference on Management of data,‎ 1998, p. 331–342
- avec S. Papadimitriou et al, « Loci: Fast outlier detection using the local correlation integral », Proceedings 19th international conference on data engineering,‎ 2003, p. 315–326
- avec B. Karp, Y. Ke, S. Nath, S. Seshan, « Irisnet: An architecture for a worldwide sensor web », IEEE Pervasive Computing, vol. 2,‎ 2003, p. 22–33
- avec A. Manjhi, S. Nath, « Tributaries and deltas: Efficient and robust aggregation in sensor network streams », Proceedings of the 2005 ACM SIGMOD International Conference on Management of data,‎ 2005, p. 287–298
- avec H. Yu, M. Kaminsky, A. Flaxman, « Sybilguard: defending against sybil attacks via social networks, », Proceedings of the 2006 Conference on Applications, Technologies, Architectures and Protocols for Computer Communications,‎ 2006, p. 267–278
- avec H. Yu et al, « Sybillimit: A near-optimal social network defense against sybil attacks », 2008 IEEE Symposium on Security and Privacy,‎ 2008, p. 3–17
- avec S. Nath, Z. Anderson et al, « Synopsis diffusion for robust aggregation in sensor networks », ACM Transactions on Sensor Networks (TOSN), vol. 4,‎ 2008, p. 1–40
- avec H. Yu, M. Kaminsky, A. D., « Flaxman: Sybilguard: defending against sybil attacks via social networks », IEEE/ACM Transactions on Networking, vol. 16,‎ 2008, p. 576–589